# Ziębice
Ziębice [ʑɛmˈbit͡sɛ] (Allemand : Münsterberg) est une ville du powiat de Ząbkowice Śląskie, dans la voïvodie de Basse-Silésie, en Pologne du sud-ouest. C'est le siège de la commune (gmina) appelé Ziębice. Avant 1945, elle était, comme presque toute la Silésie, part de l'Allemagne et peuplée par des Allemands qui étaient déplacés après 1945 de leur patrie[pas clair]. Pendant le Moyen Âge, Ziębice était la capitale du duché de Silésie, le duché de Münsterberg.
La ville se trouve sur le fleuve d'Oława, approximativement à seize kilomètres à l'est de Ząbkowice Śląskie et à 59 kilomètres au sud de la capitale régionale Wrocław.

## Histoire
De 1742 à 1945, Münsterberg est le chef-lieu de l'arrondissement de Münsterberg puis à partir de 1932, fait partie de l'arrondissement de Frankenstein-en-Silésie dans le district de Breslau au sein de la province de Silésie.

## Jumelages
- Jaroměř (Tchéquie)
- Ebreichsdorf (Autriche)
- Brighton (Colorado) (États-Unis)

## Personnes célèbres né à Ziębice
- Edyta Górniak
- Janusz Kaminski
- Karl Denke